# Wechelderzande
Wechelderzande is een deelgemeente van Lille en ligt in de Belgische Kempen. Wechelderzande was een zelfstandige gemeente tot aan de gemeentelijke herindeling in januari 1977. Wechelderzande is een dorp waar steeds meer ondernemingen zich proberen vestigen. Een bruisende kern.

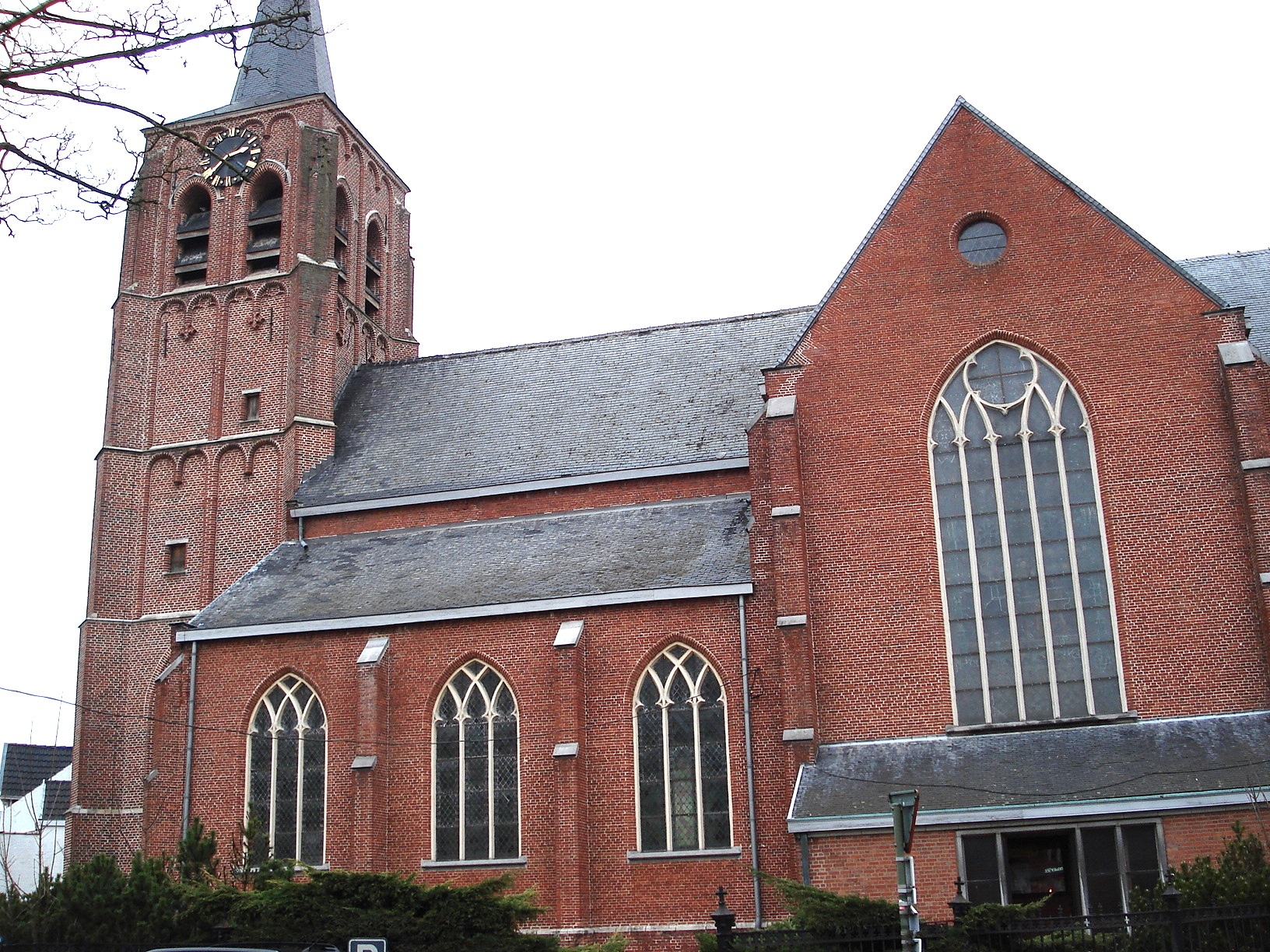
Sint-Amelbergakerk
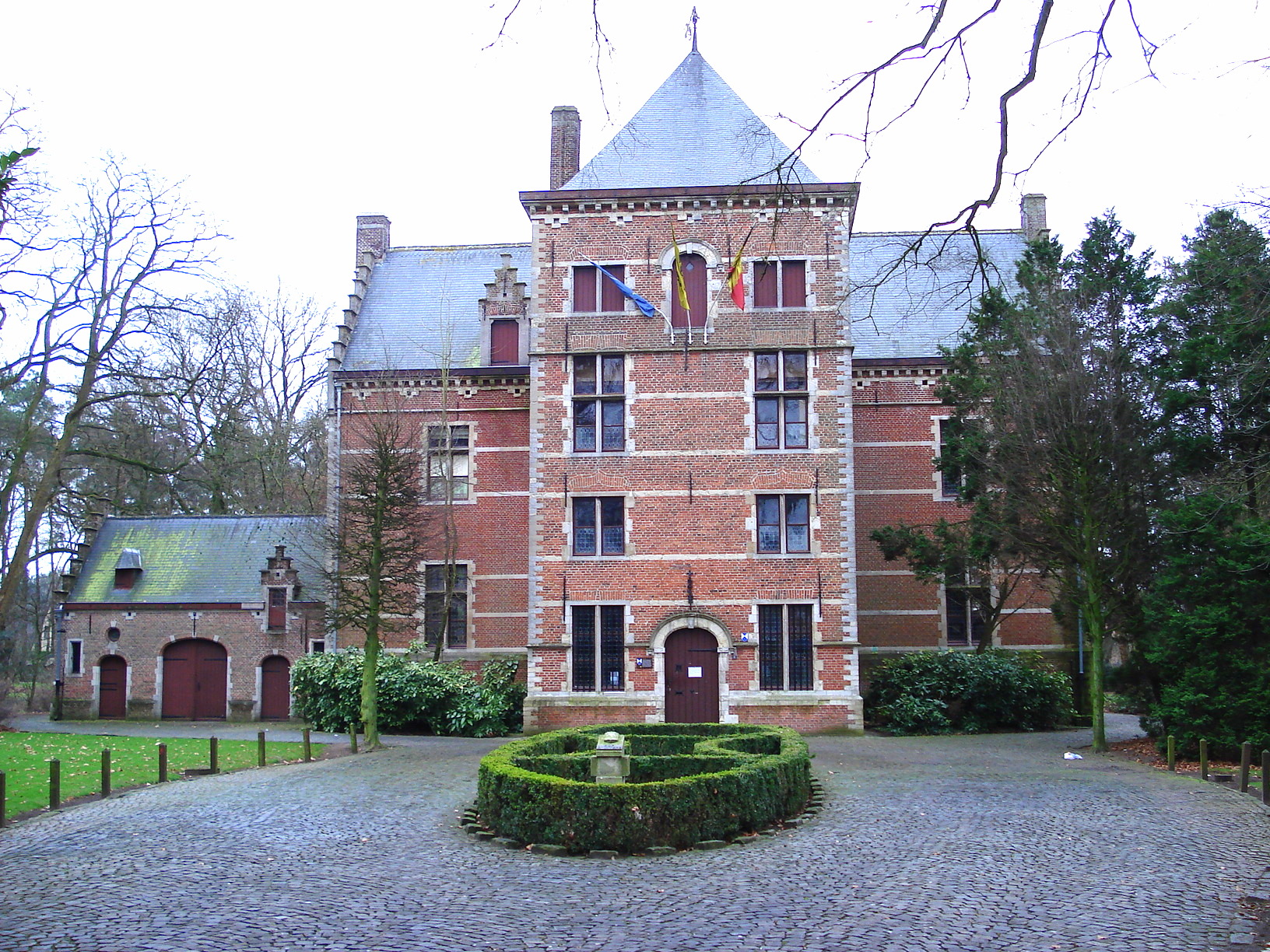
Hof d'Intere

## Etymologie
De oudste vermelding is van 1182 en wel als Wechele, wat betrekking heeft op de jeneverbes.

## Geschiedenis
Wechelderzande behoorde tot het Land van Turnhout. In 1444 werd Wechelderzande in leen gegeven aan Ambrosius de Dynter die secretaris was van Filips de Goede. Zie ook het naar hem genoemde Hof d'Intere. Na Ambrosius waren Nikolaas de Dynter, Ambrosius de Dynter, Gabriël Triapan, Jan Schuyts en Margriet van Wechelen nog eigenaren. In 1560 kwam het aan Gaspar Schetz en daarna nog diverse anderen. Halverwege de 18e eeuw kwam Wechelderzande aan de familie de Pestre, die ook heren van Turnhout waren.
Bestuurlijk vormde Wechelderzande samen met Vlimmeren een dubbeldorp. In 1768 werden beide dorpen gescheiden.
Kerkelijk was Wechelderzande verbonden met Poederlee, welke parochie in 1182 kwam aan de Sint-Wivina-abdij te Groot-Bijgaarden. In 1572 werden Poederlee en Wechelderzande twee gescheiden parochies.
In het laatste kwart van de 19de eeuw was het dorp de verblijfplaats van verschillende kunstenaars, onder wie Florent Crabeels, Adriaan Jozef Heymans, Henry Van de Velde en Jacques Rosseels. Het oude gasthof De Keizer was een geliefd toevluchtsoord van deze kunstenaars. Wechelderzande was een zelfstandige gemeente tot einde 1976. Wechelderzande is nu een deelgemeente van Lille.

## Bezienswaardigheden
- Vliegveld Oostmalle
- Den Hert, het oudste huis van Wechelderzande (1603, gebouwd door de toenmalige schout)
- Sint-Amelbergakerk, een neogotische kerk uit 1852, ontworpen door architect Eugeen Gife
- De voormalige Sint-Annakapel
- Hof d'Intere; een omwald kasteel in bak- en zandsteenarchitectuur gebouwd in 1649 door Johan de Proost , heer van Wechelderzande. Het was het slot van de Heren van Wechelerzande. Van 1688 tot 1964 was het de pastorie en nadien gemeentehuis tot 1977.
- Mega Speelstad; een speeltuin en attractiepark voor kinderen
- Herdenkingsmonument van Karel van Noppen
- Koninklijke harmonie st. Amelberga (1923)

## Demografische ontwikkeling
- Bronnen:NIS, Opm:1806 tot en met 1970=volkstellingen; 1976 = inwoneraantal op 31 december

## Politiek

### Geschiedenis

#### Lijst van burgemeesters
| Tijdspanne | Tijdspanne  | Burgemeester                    |
| ---------- | ----------- | ------------------------------- |
|            | 1800 - 1836 | Adrianus Smans                  |
|            | 1836 - 1848 | Franciscus Smans                |
|            | 1848 - 1878 | Adrianus Wouters                |
|            | 1879 - 1896 | Joannes Baptista Wagemans       |
|            | 1897        | Julius Cesar Smans (waarnemend) |
|            | 1897 - 1908 | Karel Wouters                   |
|            | 1908 - 1920 | Gustaaf Broeckx                 |
|            | ...         |                                 |

| Tijdspanne | Tijdspanne  | Burgemeester                         |
| ---------- | ----------- | ------------------------------------ |
|            | 1927 - 1933 | Frans De Koninck                     |
|            | 1933 - 1941 | Alfons Wouters                       |
|            | 1941        | Jozef Van de Poel (waarnemend)       |
|            | 1941 - 1944 | Frans Van Giel (oorlogsburgemeester) |
|            | 1944 - 1946 | Alfons Wouters                       |
|            | 1947 - 1952 | Emiel Grielens                       |
|            | ...         |                                      |
|            | 1959 - 1976 | Gust Van Laer                        |

## Bekende inwoners
.

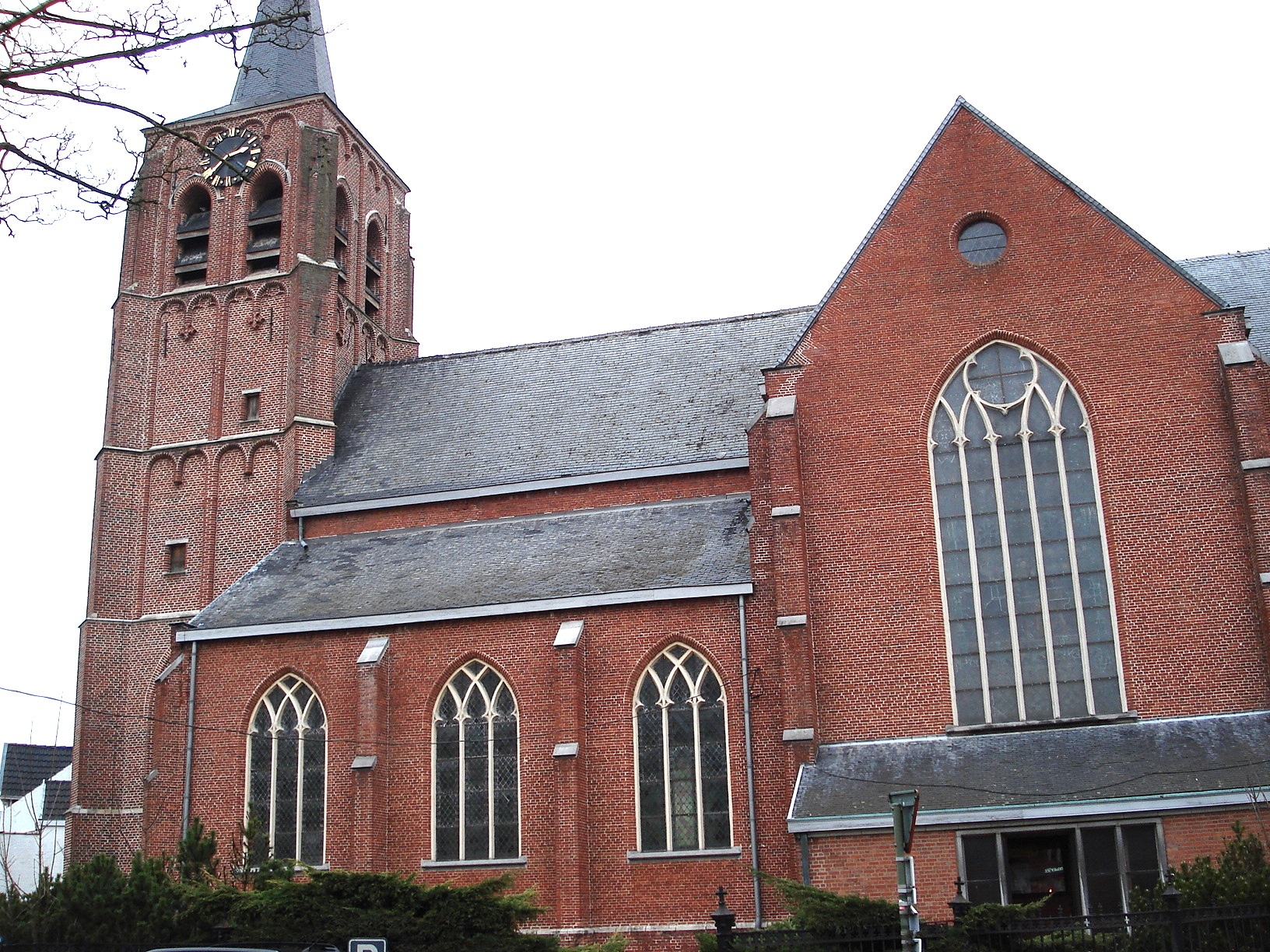
Sint-Amelbergakerk

- Jacques Rosseels (1828-1912); kunstschilder woonde en werkte te Wechelderzande. Zijn huis bestaat nu nog steeds.
- Florent Crabeels (1829-1896); kunstschilder woonde en werkte te Wechelderzande.
- Isidore Meyers (1836-1916); kunstschilder, woonde en werkte te Wechelderzande.
- Adriaan Jozef Heymans (1839-1921); kunstschilder, had een residentie en atelier te Wechelderzande.
- Henry Van de Velde (1863-1957); kunstschilder en architect, woonde en werkte vier jaar in Wechelderzande, verbleef in gasthof "De Keyser".
- Alfred Hazledine (1878-1957); kunstschilder en schoonzoon van bovenvermelde A.J. Heymans. Alfred Hazledine woonde en werkte te Wechelderzande.
- Frans Van Giel (1892-1975); Belgisch schilder, werd "schilder van de Kempen" genoemd.
- Karel Van Noppen (1953-1995); veearts-keurder, werd vermoord door de "Hormonenmaffia".
- Koen Vermeiren (1953); een Vlaams scenarist (FC de Kampioenen, Witse,...), componist en muzikant.
- Fons Brydenbach (1954-2009); Belgische atleet die gespecialiseerd was in de 400 meter.
- Guido Belcanto (1954); een Vlaamse chansonnier.

## Nabijgelegen kernen
Lille, Vlimmeren, Oostmalle